# Cara Romero
Cara Romero, née en 1977 à Inglewood, est une photographe Chemehuevi originaire des États-Unis. Elle est connue pour sa photographie numérique dramatique qui examine la vie des indigènes à travers une vision contemporaine.

## Biographie
Originaire de Californie, Cara Romero  grandit sur la réserve indienne de Chemehuevi Valley. Son père est un indien Chemehuevi et sa mère est d’origine allemande et irlandaise. Elle intègre l’Université de Houston, où elle se spécialise en anthropologie culturelle. Elle étudie ensuite la photographie à l'Institute of American Indian Arts et à l'Université d'État de l'Oklahoma. 
Cara Romero est mariée avec l'artiste et potier Diego Romero[pas clair]. Le couple a deux fils. Elle vit et travaille à Santa Fe, au Nouveau-Mexique.

## Carrière artistique
Au début de sa carrière, Cara Romero est influencée par la photographie d'Edward Curtis. Quelques années plus tard, elle estime finalement que l’approche initiale du photographe s’éloigne de la notion d’authenticité qu’elle défend. Elle commence alors à expérimenter d’autres techniques et notamment l’utilisation d’outils numériques, tels que Photoshop, pour retravailler ses photographies et les nuances de ses couleurs. 
Le travail contemporain de Cara Romero comprend une grande quantité de mise en scène. L’artiste souhaite montrer une image diversifiée des identités amérindiennes. Ses images reflètent sa formation diversifiée dans les domaines du cinéma, du numérique, des beaux-arts, du journalisme, du portrait éditorial et de la photographie commerciale. Le Santa Fe New Mexican décrit son univers artistique comme « un examen parfois fantaisiste et souvent complexe de la culture moderne avec une vision du monde typiquement autochtone ».
La photographe se spécialise dans la réalisation d’œuvres d'art monumentales synonymes sur le fond de son important travail éditorial et documentaire en amont de ses prises de vues. Ses photographies sont une réponse aux événements et aux problèmes actuels des indigènes, tels l'impact environnemental sur les communautés, l'appropriation culturelle ou la représentation des femmes indigènes dans la culture populaire,.
Pour l’exposition Captured, la photographe mêle portraits intimes et reconstitutions ludiques de chefs-d'œuvre iconiques. En 2016, la série Water Memories témoigne des relations fragiles et essentielles qui existent entre les gens, l'eau et la vie. Ce projet est présenté lors de l’exposition collective STILL à la Rainmaker Gallery de Bristol,.
En 2017, Cara Romero est lauréate du prix Visions for the Future remis par la Native American Rights Fund,.

## Engagements
Cara Romero devient directrice générale du Centre culturel Chemehuevi. Entre 2007 et 2010, elle est élue membre du Conseil tribal de Chemehuevi et accepte le poste de présidente du conseil de l'éducation de Chemehuevi et présidente du conseil de politique d'éducation précoce de Chemehuevi.

## Distinctions
- 2007 : Mention honorable, catégorie photographie, Heard Museum Guild Indian Fair and Market
- 2012 : Première place (photographie digitale), catégorie photographie, Santa Fe Indian Market
- 2013 : Première place (photographie digitale), catégorie photographie, Santa Fe Indian Market[11]
- 2014 : Première place (noir et blanc ou ton continu), catégorie photographie, Santa Fe Indian Market
- 2014 : Prix du jury Lenae Eller, Heard Museum Guild Indian Fair and Market[12]
- 2015 : Première place (photographie digitale), catégorie photographie, Santa Fe Indian Market
- 2015 : Première place, catégorie photographie, Heard Museum Guild Indian Fair and Market
- 2016 : Première place (photographie digitale), catégorie photographie, Heard Museum Guild Indian Fair and Market
- 2016 : Première place, catégorie photographie, Santa Fe Indian Market
- 2017 : Première place (photographie digitale), première place (photographie), catégorie photographie, Meilleure artiste de la catégorie peinture, dessin, graphique et photographie, Santa Fe Indian Market[13]
- 2017 : Prix Alumni, Institute of American Indian Arts
- 2017 : Prix du jury Karen Kramer, Heard Museum Guild Indian Fair and Market[14]